# 자소설닷컴
자소설닷컴은 대한민국의 신입 · 주니어 경력 특화 취업플랫폼이다.
대졸 취업준비생, 주니어 경력직, 채용공고, 자기소개서, 인턴, 이직 관련된 정보를 제공한다.
2014년 박수상 공동대표가 취준생을 위해 개발한 웹 사이트가 자소설닷컴의 시초이며, 향후 법인회사인 (주)앵커리어를 설립한다.
2025년 1월 (주)리멤버앤컴퍼니에 흡수합병됐다.

## 사업분야

### 대학생
■ 다들뭐해
대학생들이 가장 관심갖는 교환학생, 인턴, 해외취업 등 12가지 경험에 대한 막연한 궁금증을 해결할 수 있다. 다른 사람들의 실제 경험과 경험담이 담긴 유튜브 영상이 모아져 있어, 영상을 시청함으로써 해당 경험을 간접적으로 찍먹할 수 있다.
■ 인턴채용관
인턴 기간, 지원 조건, 직무 등 필터링을 걸어 자신의 상황에 맞게 대기업, 중견기업, 공기업의 인턴 공고를 찾아볼 수 있다.

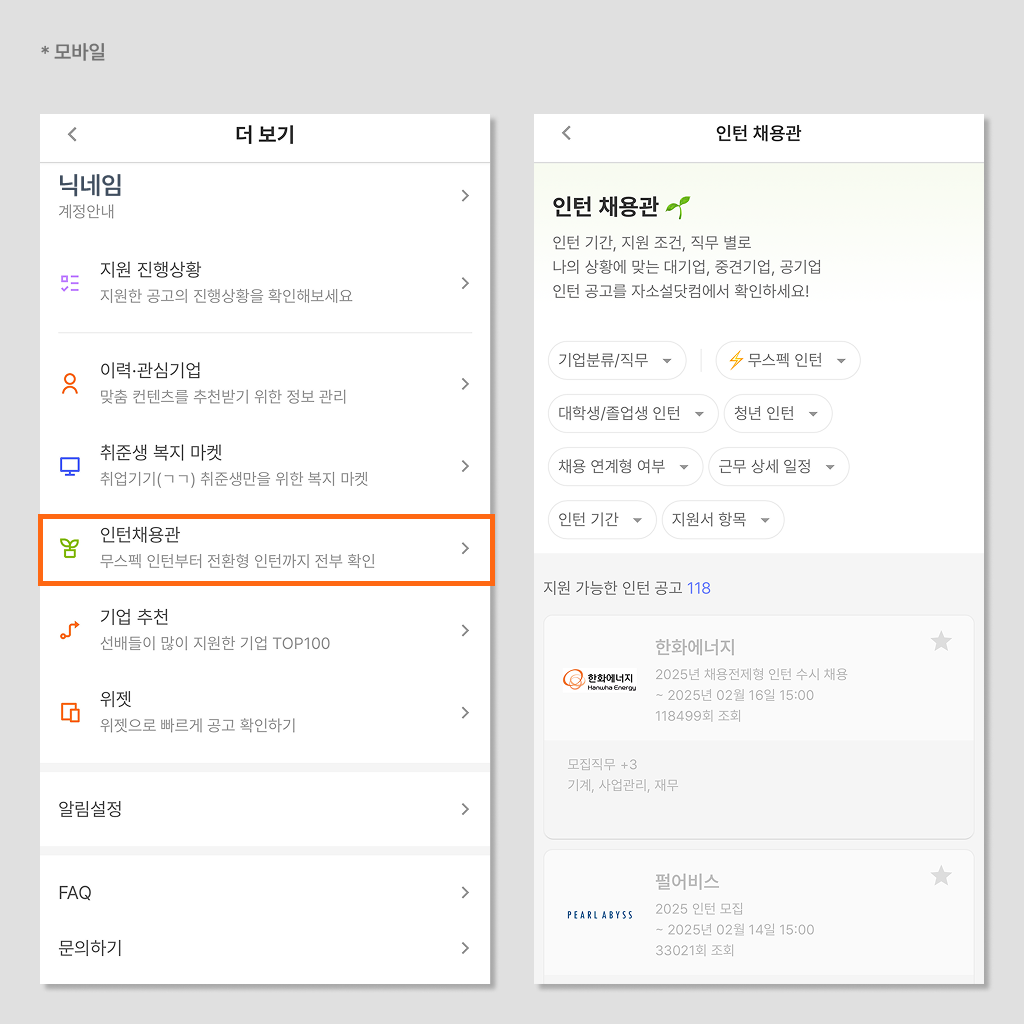
인턴채용관

### 신입 취업
■ 채용달력
대기업, 중견기업, 공기업 중심의 채용공고를 달력 형태로 한눈에 살펴볼 수 있어 매우 편리하며, 사용성이 우수하다. 기업형태와 직무 등 원하는 조건에 맞게 필터를 걸어 더 적합한 공고를 찾아볼 수 있고, 즐겨찾기를 통해 관심있는 공고만 따로 모아볼 수 있다.

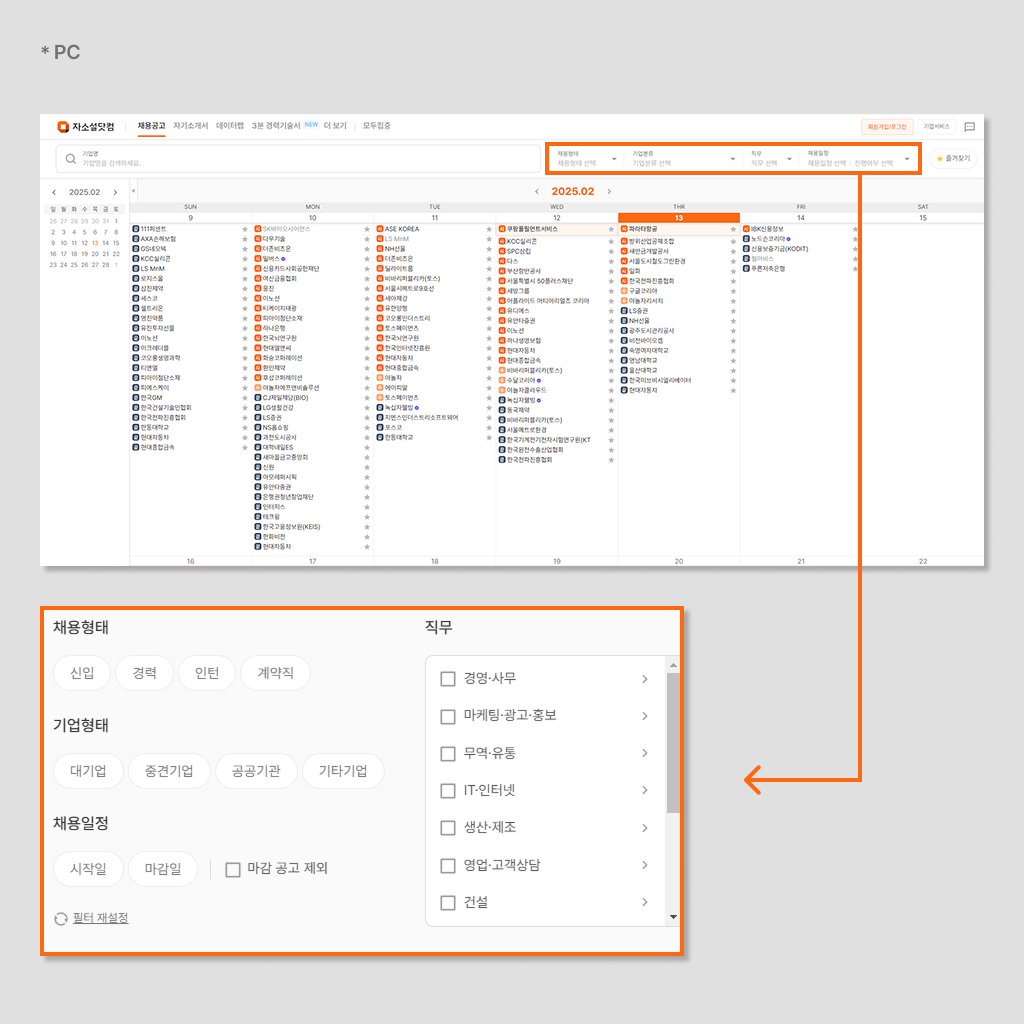
채용달력 PC

■ 자기소개서(AI 마스터 자소서)
자기소개서를 편리하게 작성하고 체계적으로 관리할 수 있다. 기업의 자기소개서 문항이 채용공고와 연동되어 쉽게 확인할 수 있으며, 자기소개서를 작성하면 글자 수와 맞춤법 검사, 친구 첨삭 기능까지 제공된다. 또한, 해당 채용공고의 자기소개서를 작성 중인 지원자 수를 확인할 수 있어 경쟁률을 가늠할 수 있다. 작성한 자기소개서는 채용 일정 관리에 유용한 스케줄러 기능과 연동되어, 몇 개의 기업에 지원했는지, 진행이 어떻게 되고 있는지를 한눈에 확인할 수 있다.
AI 마스터 자소서 서비스도 제공 중이다. 자신의 스펙과 직무 강점을 입력하면 AI가 그것을 분석해 범용적으로 활용할 수 있는 자기소개서 초안을 작성해준다.

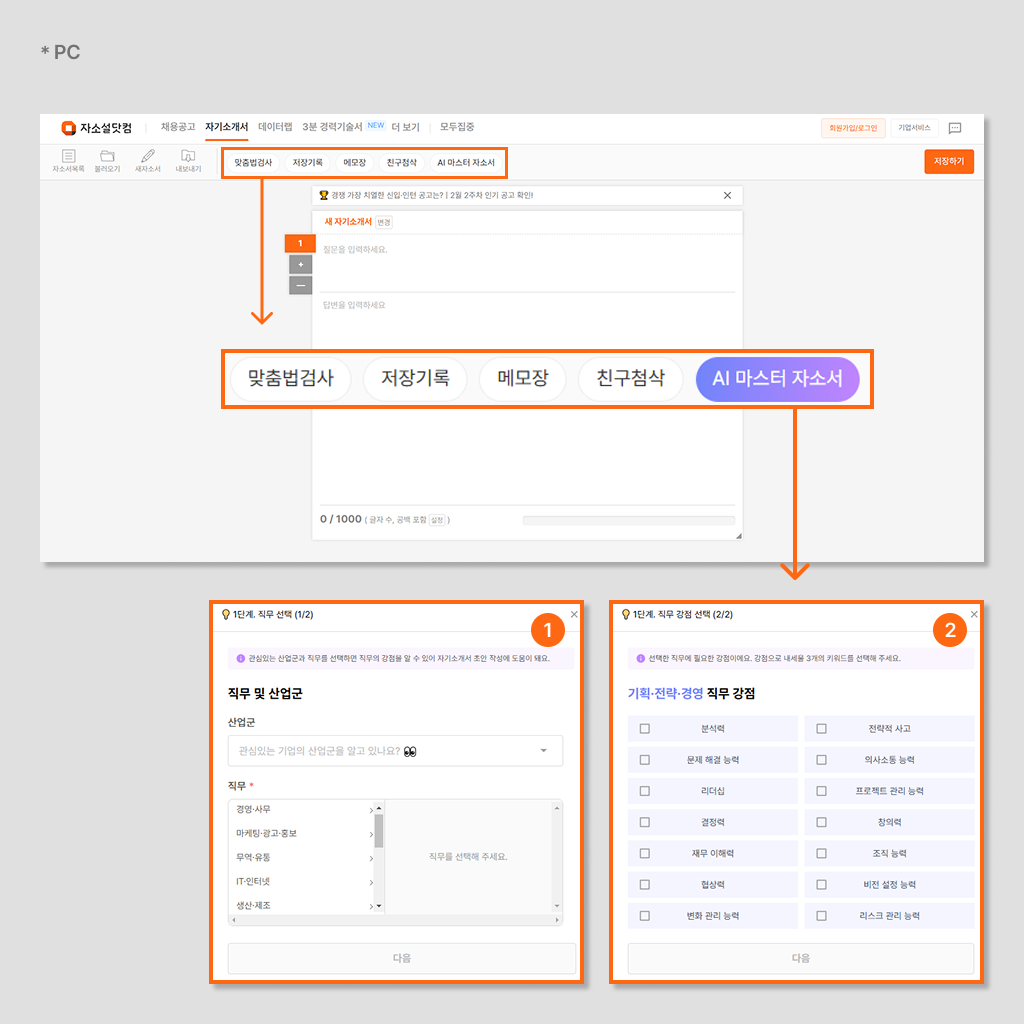
자기소개서 PC

■ 데이터랩
기업의 채용 공고별로 실시간 지원자 분석, 합격자 분석, 최종 합격 후기를 제공한다. 해당 데이터를 통해 합격 확률이 높은 기업에 효율적으로 지원할 수 있다.

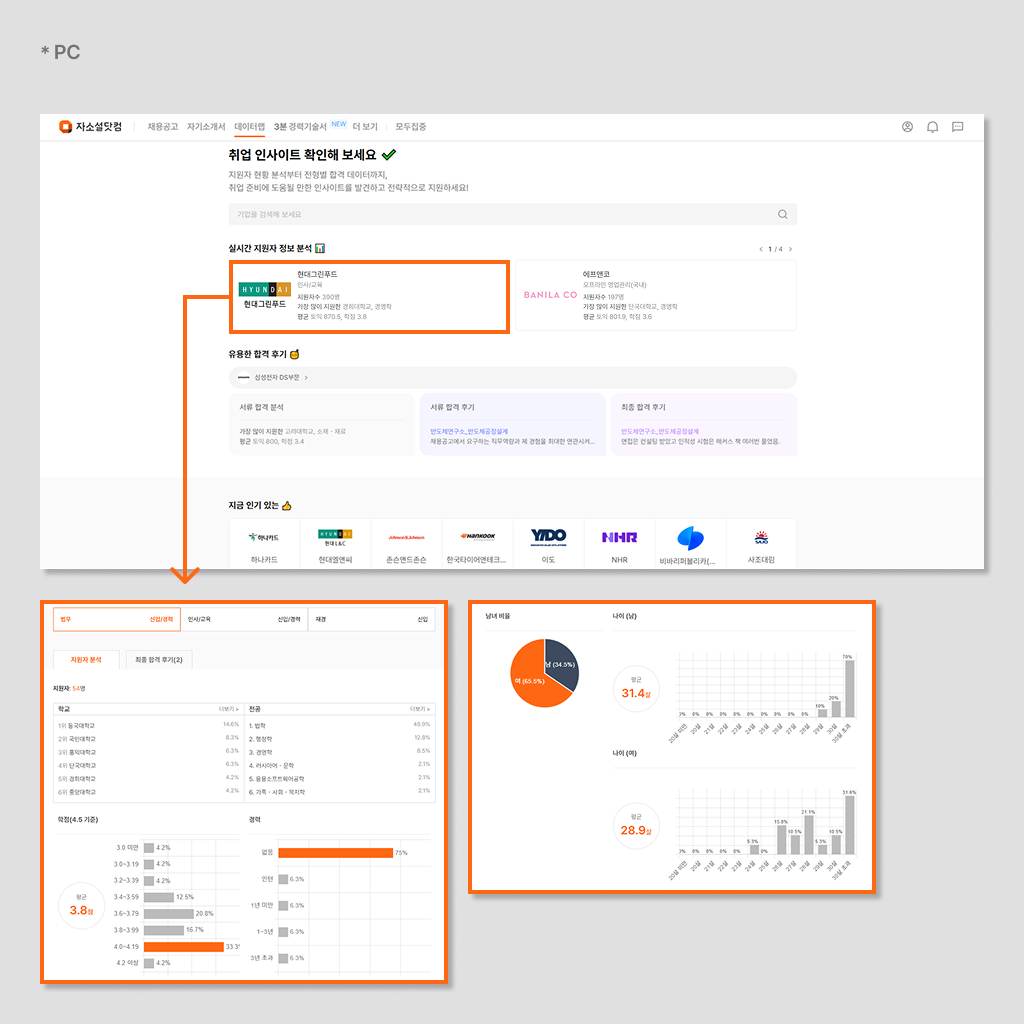
데이터랩 PC

■ 이력서
기본 이력서 템플릿이 제공되어, 쉽게 이력서를 작성하고 PDF로 바로 내보낼 수 있다. 사진 크기 조절 및 학점 계산 또한 가능하다.
■ 기업추천
전공별, 학교별로 선배들이 가장 많이 지원한 100개 기업과 직무에 대한 분석 데이터 확인할 수 있다.

### 경력 취업
■ 주니어 이직
주니어 경력자(3년차 미만)의 이직을 위한 맞춤 채용 서비스를 제공한다. 이용자의 데이터를 축적하여 푸시 알림 등으로 세밀한 이직 공고를 추천해주는 맞춤형 필터링 시스템이다. 대기업, 중견기업, A급 기업으로의 이직을 꿈꾸는 프로 이직러라면 사용 추천.
■ 3분 경력기술서
가이드에 따라 3분 만에 간편하게 경력기술서를 완성할 수 있다. 건강보험공단에서 내 경력과 회사별 재직 기간을 불러올 수 있으며, AI가 강점을 분석하여 자기소개와 경력 설명을 자동으로 생성해준다. 현재 PC에서만 사용 가능하다.

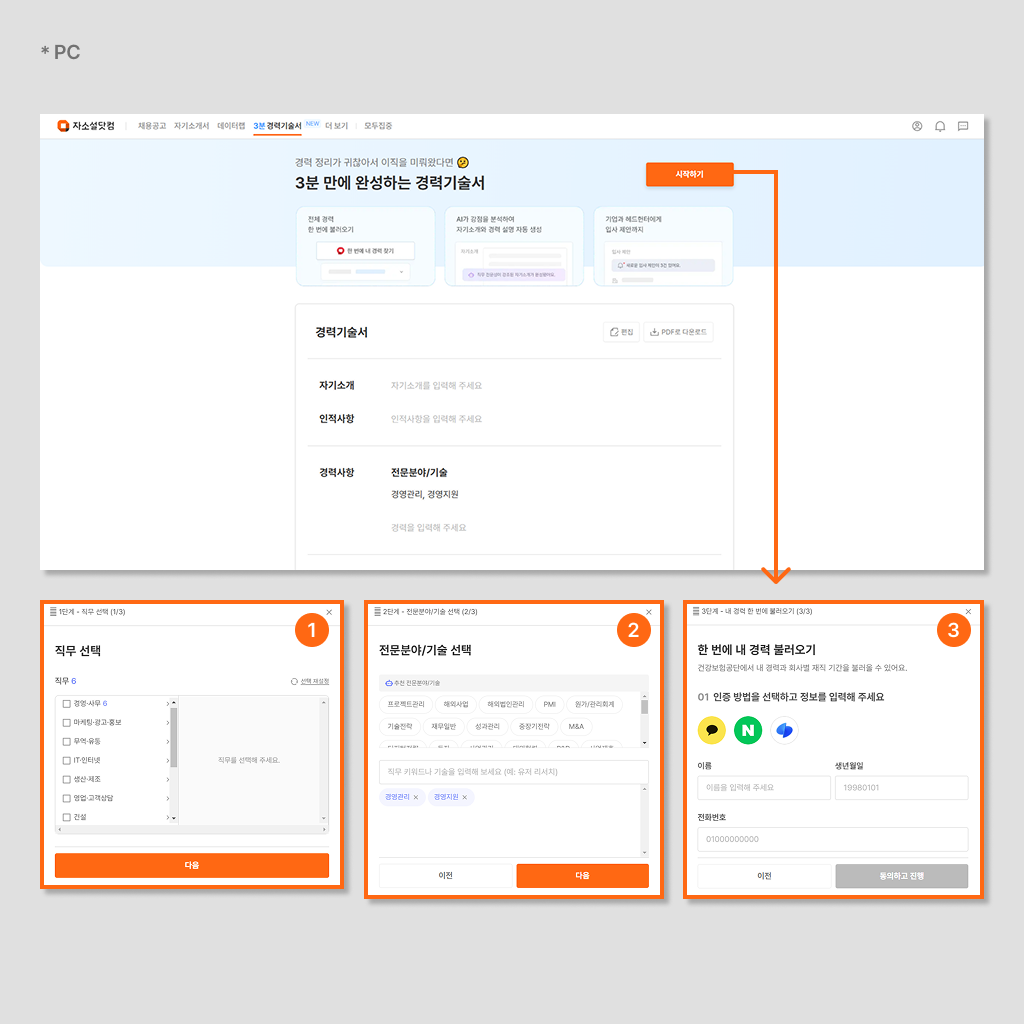
경력기술서 PC

### 기타
■ 채팅방
실시간으로 취업 정보를 공유할 수 있는 익명 채팅방 기능을 운영 중이다. 기업의 채용 정보와 합격자 스펙 정보를 얻을 수 있는 기업별 채팅방, 기업의 인사담당자와 질의응답이 가능한 채팅방 등 다양한 채팅방이 존재한다. 자신이 원하는 주제로 직접 채팅방을 만들 수도 있다.
■ 단독기업관

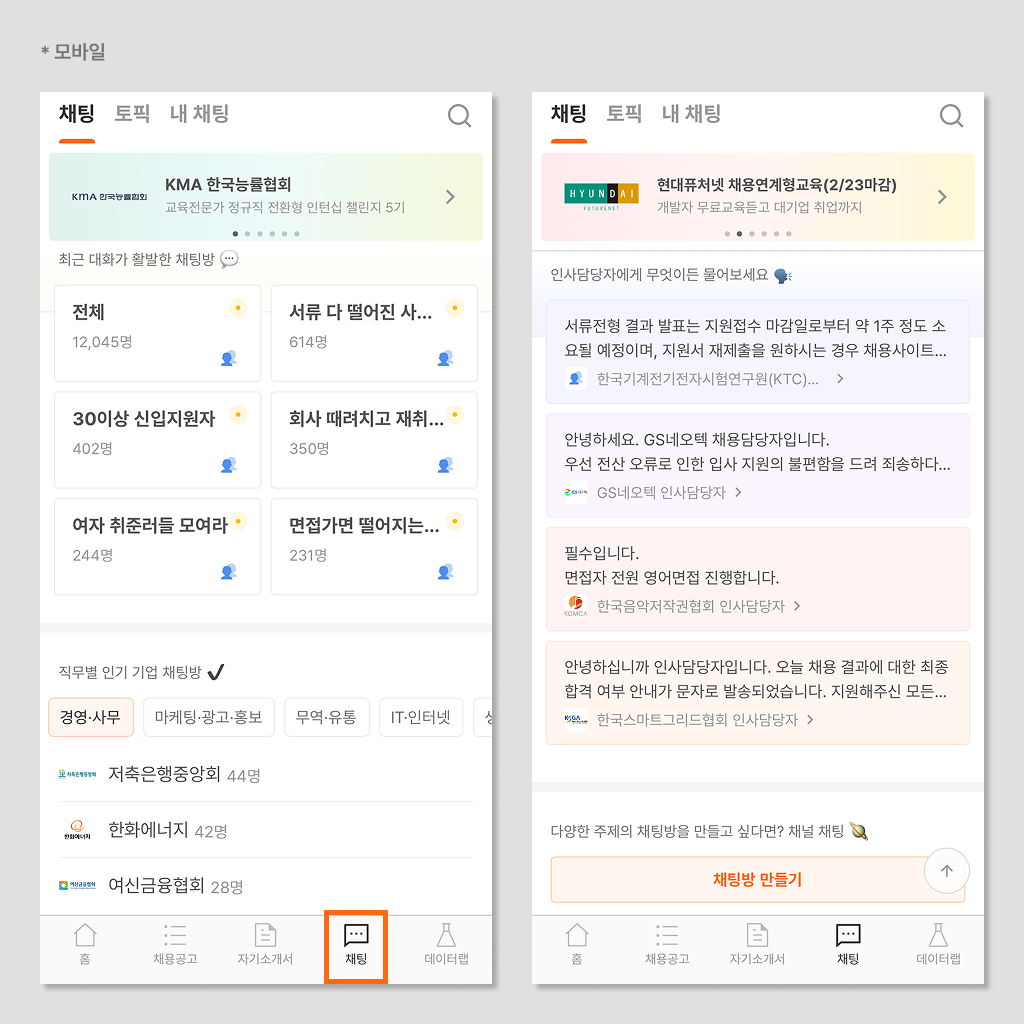
채팅방 모바일

취준생: 기업의 단독 채용관으로, 해당 기업의 조직문화나 비전을 효과적으로 파악할 수 있는 다양한 정보가 포함되어 있다.
기업: 기업의 단독 맞춤형 채용 페이지를 제공하는 브랜딩 상품이다. '기업명'과 'D-DAY'가 최상단 메뉴바에 고정 노출되어 자소설닷컴을 방문한 모든 구직자에게 강력한 주목도를 이끌어낼 수 있다. 기업의 메시지와 가치, 채용정보를 취준생들에게 풍부한 콘텐츠로 전달할 수 있어 효과적인 홍보가 가능하다.
■ 모두집중
취준생: 자소설닷컴이 인증한 우수 기업들을 모아볼 수 있다. 채용을 진행 중인 기업을 소개해주므로, '모두집중'이라는 의미도 함께 담고 있다. 기업별 배너를 클릭 하면, 각 기업의 콘텐츠를 담은 페이지로 연결된다. 해당 기업의 비전, 사업분야, 채용정보, 복지제도 등 다양한 정보를 확인할 수 있다.
기업: 큐레이팅된 소수의 기업만을 위한 채용 브랜딩 상품이다. 자소설닷컴의 우수 인재들에게 구인 기업으로서 긍정적인 평판을 심어줄 수 있으며, 쟁쟁한 기업들이 한 자리에 모인 만큼 함께 입점한 기업들 간의 시너지 효과도 기대할 수 있다.
■ 요즘 취준, 요즘 면접
취업 준비 과정 전반에 필요한 다양한 정보를 확인할 수 있다. 실무자 인터뷰, 가상 면접, 면접 모범 답안 등 합격을 위한 팁이 업로드되는 유튜브 공식 채널을 운영 중이다.

### 커머스
■ 취준생 복지 마켓
취업 준비 과정에 필요한 태블릿, 노트북 등 다양한 전자기기를 프로모션을 통해 할인된 가격으로 구매할 수 있다. 해당 서비스는 2025년 3월에 종료되었다.

## 특징
- 배경
  - 박수상 공동대표가 학부생 시절 멋쟁이사자처럼에서 자소설닷컴을 개발한 것이 특이점.[9]
  - 취업 준비를 했었던 개발자가 직접 개발하여 사용자의 편의성에 맞춰져있고, 실제 이용한 이들의 리뷰를 확인해보면 취업 및 이직 준비 시간을 효율적으로 단축시켰다는 평이 많다.[10]

- 기능
  - 자기소개서 작성 및 자동 클라우드 저장, 맞춤법 검사, 글자 수 세기, 자소서 항목, 채용 별 스케줄러, 익명의 정보 공유 채팅방을 제공한다.
  - 2021년 기준으로 주니어 경력직(3년차 미만) 및 중고 신입 대상으로 맞춤형 이직 서비스를 제공하고 있다.
  - 자소설닷컴 브랜드명과 같이 자기소개서 기능이 좋다. 자기소개서가 자동으로 저장되고, 웹과 모바일이 바로 연동되어 볼 수 있는 장점이 있다. 맞춤법까지 수정되어 대기업, 공기업에서 원하는 자기소개서를 미리 작성하여 저장해놓으면 지속적으로 활용 할 수 있어서 재방문율이 높다.

- 기타
  - 회사에 따라 차이는 있으나, 신입 기준으로 공고별 실지원자 수는 데이터랩에서 확인할 수 있는 자소설닷컴에 자소서를 임시저장한 인원의 5~10배 정도로 추산하면 된다. 시중은행이나 10대 대기업, 네이버, 카카오 등 인기 기업들은 실지원자와 자소설닷컴 임시저장 수의 차이가 추산이 무의미할 정도로 크다.[11]
  - 채팅방은 원칙상 익명이나, 회사의 인사담당자가 조용히 모니터링을 하거나 아예 인담자 닉을 달고 지원자들의 문의를 받기도 하므로 본인의 정보를 과도하게 드러내는 것은 금물이다.[12] 괜히 말한마디 잘못했다가 채용 과정에서 불이익을 받을 수 있다.

- 비교
  - 사람인, 잡코리아와 비교되는 점이 있는데, 자소설닷컴은 보통 중견기업 이상의 채용 공고를 찾아보기 편하다. 물론 중소기업 공고도 없지는 않지만 중소기업 입장에서는 공고 수수료가 저렴한 워크넷이나 사람인에 공고를 내는 것을 선호한다. 본인이 대기업 내지 중견기업 취업을 준비하고 있다면 자소설닷컴에서 직무 필터 걸고 보면 매우 편리하다.
  - 다만 채용달력 첫 페이지에 뜨지 않아 직접 기업명을 검색해야 뜨는 공고가 꽤 많은 편이다. 또한 자소설닷컴에 공고가 올라오지 않는 회사도 많은 편이니 이 사이트에만 의존하지 말고 관심있는 업종이나 기업의 공고를 타 구직사이트나 회사 사이트에서 수시로 찾아봐야 한다.

- SNS
  - 유튜브 채널을 운영하고 있다.
  - 자소설닷컴 블로그를 운영하고 있다. 취준생들이 꼭 알아야 할 필수 정보, 혜택, 이벤트 등 다양한 콘텐츠를 제공한다.

## 연혁
■ 설립
2014) 자소설닷컴 출시
2015) 앵커리어 법인 설립
■ 성장
2019) 자기소개서 작성 수 1000만 돌파
2022) (주)드라마앤컴퍼니 자소설닷컴 인수
■ 현재
2023) 가입자 수 100만 달성
2024) AI 마스터 자소서, 단독기업관, 프리미엄관, 인턴채용관, 대학생 장학금 지원금 1초 조회 등 기능 다수 출시
2025) (주)리멤버앤컴퍼니 합병